# 맷 차먼
맷 차먼(영어: Matt Charman, 1979년 6월 5일 ~ )는 잉글랜드의 각본가, 극작가다. 《스파이 브릿지》(2015)로 코언 형제와 같이 2015년 아카데미 각본상 후보에 올랐다.

## 작품 목록
- 스윗 프랑세즈(2014)
- 스파이 브릿지(2015)